# Pune Mirror
Pune Mirror is een Engelstalige krant, die uitkomt in de Indiase stad Pune. Het wordt uitgegeven door de The Times Group, uitgever van onder meer The Times of India. Het is een zuster van Mumbai Mirror, Bangalore Mirror en Ahmedabad Mirror.